# Hundred of Willey

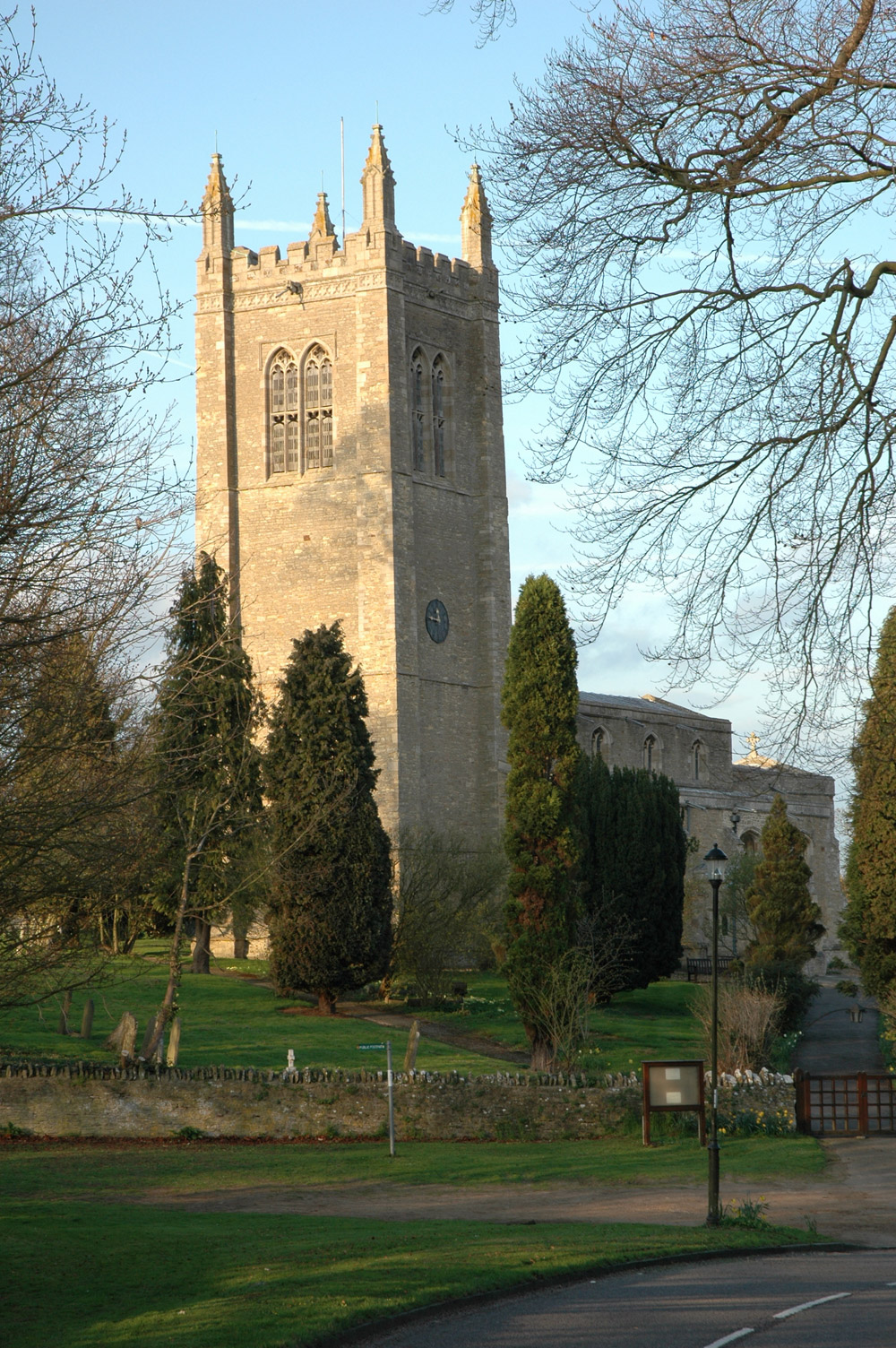
All Saints Church, di Odell

La Hundred of Willey è una divisione amministrativa storica, una centena sita nella parte nord del Bedfordshire in Inghilterra. Il suo confine nord-occidentale è quello con la contea del Northamptonshire, e quello sud-occidentale è con il Buckinghamshire. Alcune delle sue parrocchie civili e insediamenti laici si trovano sul fiume Great Ouse, che scorre attraverso il territorio della centena.
La Hundred of Willey è riportata nel Domesday Book del 1086 e comprendeva le parrocchie civili: Carlton, Chellington, Farndish, Felmersham con Radwell, Harrold, Odell, Podington con Hinwick, Sharnbrook, Thurleigh, Turvey e Wymington.
Successivamente vennero associate: Biddenham, Bletsoe, Bromham, Pavenham, Souldrop, Stagsden e Stevington. Nel 1934 le parrocchie di Carlton e Chellington vennero unite a formare Carlton with Chellington. Farndish venne assorbita in Podington assieme alla parrocchia di Hinwick.

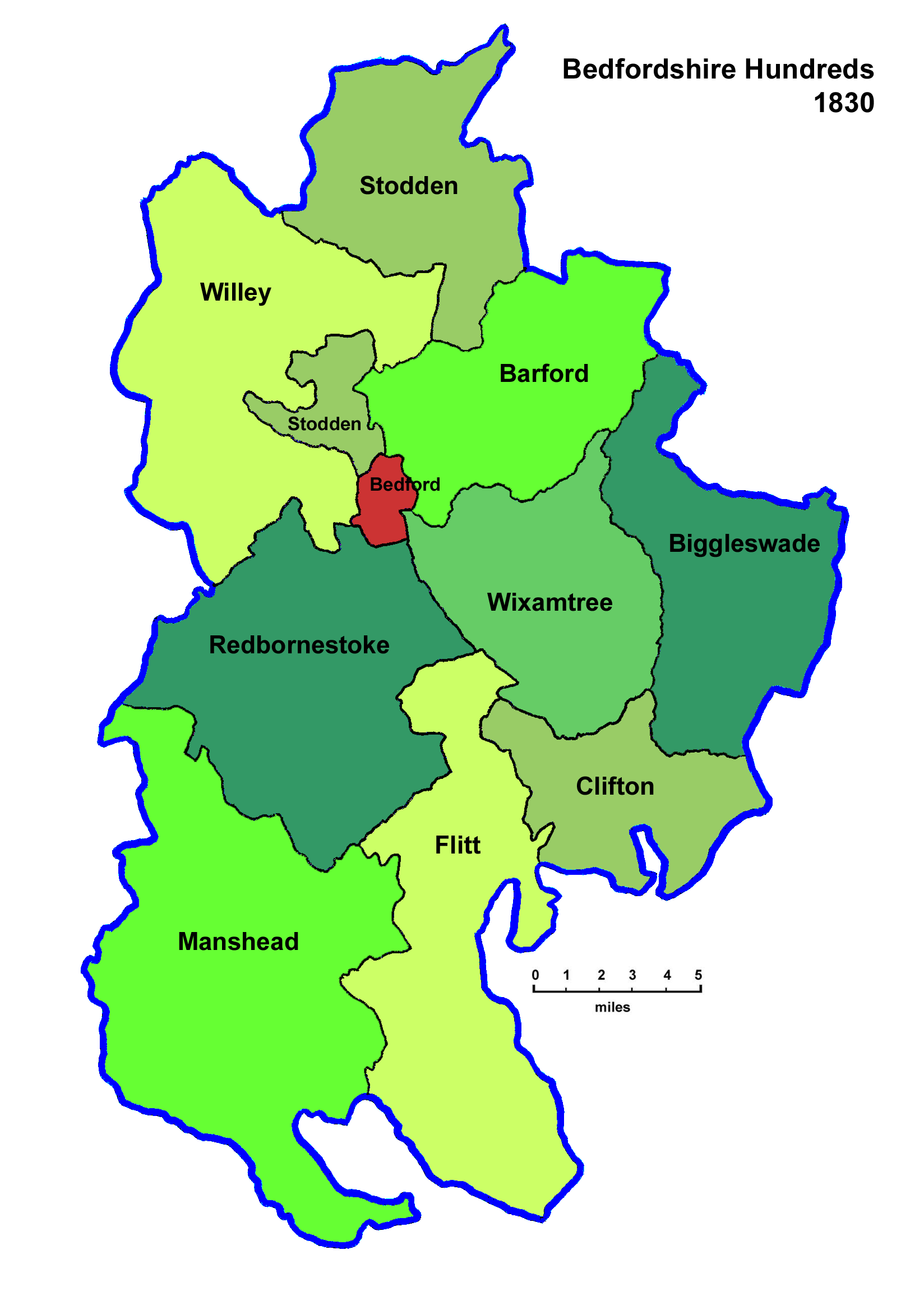
Le Hundreds of Bedfordshire nel 1830

Quello che è stato in seguito l'angolo nord-est dell'Hundred of Willey era in precedenza la mezza centena di Bucklow, a lungo associata alla Hundred of Willey e venne da essa assorbita nel 1831. Nel XIII secolo le due erano centene reali registrate come Balliwick of Wilie e half balliwick of Bukkelowe. Un uomo di nome Hugh de Willey è stato indicato come Il custode del balliwick of Wilie e half balliwick of Bukkelowe. Alla sua morte, nel 1278, gli succedette suo figlio Ruggero, rendendo il titolo ereditario.
Anche se ci sono molti piccoli insediamenti, la maggior parte dei terreni della centena rimangono rurali e sono ancora usati per l'agricoltura. Esiste una linea ferroviaria che corre vicino al confine nord-est, tuttavia alcune stazioni di questa linea sono chiuse come quella di Sharnbrook che è chiusa nel 1960. Oggi la zona di Hundred of Willey è all'interno del comune di Bedford.

## Parrocchie
La hundred contiene le seguenti parrocchie:
Biddenham, Bletsoe, Bromham, Carlton, Chellington, Farndish, Felmersham, Harrold, Odell, Pavenham, Podington, Sharnbrook, Souldrop, Stagsden, Stevington, Thurleigh e Turvey.